# Cystisella
Cystisella is een mosdiertjesgeslacht uit de familie van de Bryocryptellidae en de orde Cheilostomatida. De wetenschappelijke naam ervan is in 1917 voor het eerst geldig gepubliceerd door Ferdinand Canu en Ray Smith Bassler.

## Soorten
- Cystisella americana Canu & Bassler, 1928
- Cystisella bicornis Osburn, 1952
- Cystisella elegantula (d'Orbigny, 1851)
- Cystisella saccata (Busk, 1856)